# モルドバのイスラム教
本項目では、モルドバのイスラム教について記述する。
アメリカ合衆国国務省の報告によると、モルドバにはムスリム（イスラム教徒）の小規模なコミュニティが存在し、その数は数千にのぼる。
2005年、タルガト・マサエフが会長を務めていたモルドバ・ムスリムスピリチュアル機構は欧州安全保障協力機構モルドバ部隊のアピールにもかかわらず認定を拒否された。
2011年3月、モルドバイスラム同盟（Liga Islamica din Moldova）というモルドバのムスリムを代表する非政府組織がモルドバ司法省によりモルドバ国内初の合法組織として認可を受けたムスリム協会として公式に登録された。モルドバイスラム同盟は2008年に登録申請を行っていた。
公式には、モルドバ国内にはちょうど2000人のムスリムが存在している。イスラム同盟によれば国内のムスリムの数は約17000人であるが、前政権がイスラム教を非合法であるとみなしていたために彼らの全員がムスリムとして登録されているわけではない。
モルドバ正教会はイスラム教の認定に反対しており、保守派と抗議に参加している。